# 桑特赖
桑特赖（法語：Cintray，法語發音：[sɛ̃tʁɛ]）是法国厄尔-卢瓦省的一个市镇，属于沙特尔区。

## 地理
桑特赖（48°26'54"N, 1°21'56"E）面积4 平方千米，位于法国中央-卢瓦尔河谷大区厄尔-卢瓦省，该省份为法国北部内陆省份，北起顺时针与厄尔省、伊夫林省、埃松省、卢瓦雷省、卢瓦-谢尔省、萨尔特省和奧恩省接壤。
与桑特赖接壤的市镇（或旧市镇、城区）包括：圣欧班德布瓦、阿米伊、厄尔河畔圣乔治、圣吕佩尔斯。

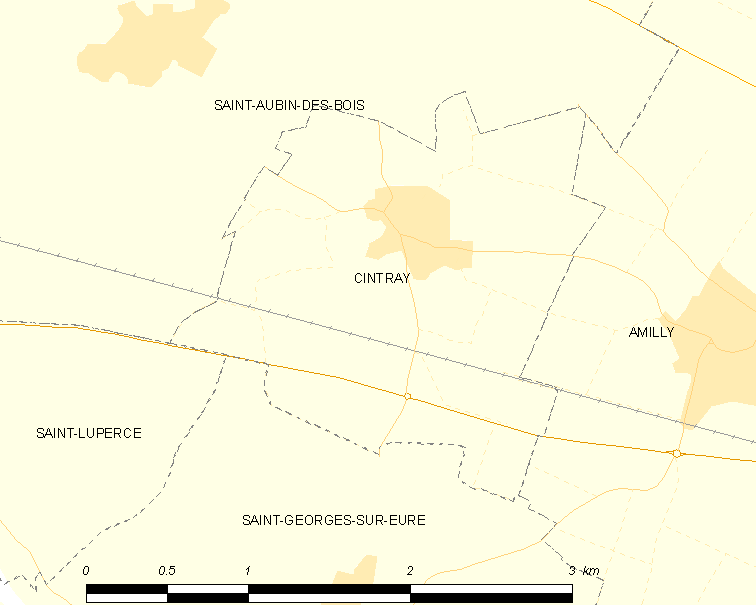
桑特赖的OSM定位图

桑特赖的时区为UTC+01:00、UTC+02:00（夏令时）。

## 行政
桑特赖的邮政编码为28300，INSEE市镇编码为28100。

## 政治
桑特赖所属的省级选区为吕塞县。

## 人口

1962-2008年间桑特赖人口变化图示

桑特赖于2022年1月1日时的人口数量为470人。